# Abd-al-Qàdir Dihlawí
Abd-al-Qàdir Dihlawí (Delhi 1753/1754- 1813) fou un teòleg indi fill de l'erudit i reformador religiós musulmà Walí-Al·lah Dihlawí (شاہ ولی اللہ محدث دہلوی Xah Waliullah). Va traduir l'Alcorà a l'urdú (urdú: موضح القرآن, Mudih-i Kur'an), publicat el 1790/1791.